# Operation Grenadier
Die Operation Grenadier war eine Serie von 17 US-amerikanischen Kernwaffentests, die 1984 und 1985 auf der Nevada Test Site in Nevada durchgeführt wurde. Alle Tests erfolgten unterirdisch.
Der Versuch Tierra diente dem Test der neu entwickelten B83-Wasserstoffbombe.
Der Versuch Cottage war Teil der Entwicklung eines X-ray-lasers im Rahmen der Strategic Defense Initiative. Dieser Laser sollte durch eine nukleare Explosion angetrieben werden. Die Entwicklung wurde später eingestellt.
Während des Versuches Misty Rain wurde kontrolliert radioaktives Material freigesetzt. Hauptzweck des Versuches war aber Auswirkungen der Strahlung auf Teile von MK21-Wiedereintrittskörper und Satelliten zu testen. Dazu waren sie in einer Vakuumkammer etwa 300 Meter vom Detonationsort entfernt angebracht. Die Kammer wurde durch Drucktore gegen die Wucht der Explosion geschützt und sollte Bedingungen wie im Weltall simulieren.

## Die einzelnen Tests der Grenadier-Serie
| #  | Bombe      | Datum / Zeit (GMT)           | Testgelände | Testart | Sprengkraft   | Anmerkungen |
| -- | ---------- | ---------------------------- | ----------- | ------- | ------------- | --- |
| 1  | Vermejo    | 2. Oktober 1984 18:14 Uhr    | Area 4r     | Schacht | <20 kT        | |
| 2  | Villita    | 10. November 1984 16:40 Uhr  | Area 3ld    | Schacht | <20 kT        | |
| 3  | Egmont     | 9. Dezember 1984 19:40 Uhr   | Area 20al   | Schacht | 20 bis 150 kT | |
| 4  | Tierra     | 15. Dezember 1984 14:45 Uhr  | Area 19ac   | Schacht | 20 bis 150 kT | Test der neuen B83-Bombe |
| 5  | Minero     | 20. Dezember 1984 16:20 Uhr  | Area 3lt    | Schacht | <20 kT        | |
| 6  | Vaughn     | 15. März 1985 16:31 Uhr      | Area 3lr    | Schacht | 20 bis 150 kT | |
| 7  | Cottage    | 23. März 1985 18:30 Uhr      | Area 8j     | Schacht | 20 bis 150 kT | Forschung an Laser im Rahmen der Strategic Defense Initiative                                                                                                  |
| 8  | Hermosa    | 2. April 1985 20:00 Uhr      | Area 7bs    | Schacht | 20 bis 150 kT | |
| 9  | Misty Rain | 6. April 1985 23:15 Uhr      | Area 12n.17 | Tunnel  | <20 kT        | Kontrollierte Freisetzung von Radioaktivität (63 Curie) nach dem Test. Forschung zur Wirkung von Nuklearexplosionen auf Satelliten und Interkontinentalraketen |
| 10 | Towanda    | 2. Mai 1985 15:20 Uhr        | Area 19ab   | Schacht | 20 bis 150 kT | |
| 11 | Salut      | 12. Juni 1985 15:15 Uhr      | Area 20ak   | Schacht | 20 bis 150 kT | |
| 12 | Ville      | 12. Juni 1985 17:30 Uhr      | Area 4am    | Schacht | <20 kT        | |
| 13 | Maribo     | 26. Juni 1985 18:03 Uhr      | Area 2cs    | Schacht | <20 kT        | |
| 14 | Serena     | 25. Juli 1985 14:00 Uhr      | Area 20an   | Schacht | 20 bis 150 kT | |
| 15 | Cebrero    | 14. August 1985 13:00 Uhr    | Area 9cw    | Schacht | <20 kT        | |
| 16 | Chamita    | 17. August 1985 16:25 Uhr    | Area 3lz    | Schacht | <20 kT        | |
| 17 | Ponil      | 27. September 1985 14:15 Uhr | Area 7bv    | Schacht | <20 kT        | |